# Josh Segarra
Josh Segarra, all'anagrafe Joshua Segarra (Orlando, 3 giugno 1986), è un attore statunitense.

## Biografia
Di origine portoricana, parla perfettamente inglese e spagnolo.

## Filmografia

### Cinema
- La musica che non ti ho detto (The Music Never Stopped), regia di Jim Kohlberg (2011)
- Un disastro di ragazza (Trainwreck), regia di Judd Apatow (2015)
- Overboard, regia di Bob Fisher e Rob Greenberg (2018)
- Natale in città con Dolly Parton (Dolly Parton's Christmas on the Square), regia di Debbie Allen (2020)
- Scream VI, regia di  Matt Bettinelli-Olpin e Tyler Gillett (2023)

### Televisione
- Pipistrelli Vampiro (Vampire Bats), regia di Eric Bross – film TV (2005)
- Homeland - Caccia alla spia (Homeland) – serie TV, episodio 1x01 (2011)
- The Following – serie TV, episodio 1x05 (2013)
- Blue Bloods – serie TV, episodio 4x17 (2014)
- Sirens – serie TV, 18 episodi (2014–2015)
- Chicago P.D. – serie TV, 9 episodi (2014–2016)
- Arrow – serie TV, 23 episodi (2016–2017)
- The Good Cop – serie TV, episodio 1x08 (2018)
- Orange Is the New Black – serie TV, 11 episodi (2018–2019)
- The Other Two - serie TV, 20 episodi (2019-2023)
- AJ and the Queen – serie TV, 10 episodi (2020)
- Katy Keene – serie TV, episodi 1x08-1x11 (2020)
- FBI – serie TV, 5 episodi (2020-2021)
- She-Hulk: Attorney at Law, regia di Kat Coiro e Anu Valia – miniserie TV, 5 puntate (2022)
- Il premio del destino (The Big Door Prize) – serie TV, 9 episodi (2023)
- Abbott Elementary – serie TV, 12 episodi (2024-2025)
- Sirens, regia di Nicole Kassell, Quyen Tran e Lila Neugebauer – miniserie TV (2025)

## Teatro
- Fat Camp (2009)
- Lysistrata Jones (2011-2012)
- Dogfight (2012)
- Around the World in 80 Days (2013)
- On Your Feet! (2015)

## Videogiochi
- Red Dead Redemption (2010)
- Red Dead Redemption: Undead Nightmare (2010)
- Grand Theft Auto V (2013)

## Doppiatori italiani
Nelle versioni in italiano delle opere in cui ha recitato, Josh Segarra è stato doppiato da:
- David Chevalier in Un disastro di ragazza
- Fabrizio Manfredi in Arrow
- Marco Benvenuto in Chicago P.D.
- Roberto Gammino in Orange Is the New Black
- Francesco Pezzulli in AJ and the Queen
- Simone D'Andrea in FBI
- Paolo Macedonio in She-Hulk: Attorney at Law
- Mirko Cannella ne Il premio del destino
- Raffaele Carpentieri in Scream VI
- Mirko Mazzanti in Sirens